# 山卡华莱金
山卡华莱金（Shunka Warakin或shunka warak'in）是一种美国民间传说中的神秘生物，通常被描述为类似狼或鬣狗的生物。

## 相關描述
据神秘动物学家洛伦·科尔曼的说法，Shunka Warakin在印第安苏族爱荷华人的语言中，意思是“带走狗”。2005年12月-2006年10月，一只神秘野兽于蒙大拿州麦空县、加菲尔德县与道森县袭击、猎杀约120头牲畜。洛伦·科尔曼认为这是一头山卡华莱金。但是蒙大拿州鱼类、野生动物与公园部门在对袭击事件调查后认为，神秘野兽是一只106磅重（48千克）、没有佩戴无线电项圈或耳标、毛皮偏红色的四岁雄性灰狼。在神秘动物学中，有研究者认为山卡华莱金可能是幸存的鬣齿兽、豹鬣狗或恐狼。